# Scymnus neomexicanus
Scymnus neomexicanus är en skalbaggsart som beskrevs av Gordon 1976. Scymnus neomexicanus ingår i släktet Scymnus och familjen nyckelpigor. Inga underarter finns listade i Catalogue of Life.